# Brudzeń Duży (gromada)
Brudzeń Duży – dawna gromada, czyli najmniejsza jednostka podziału terytorialnego Polskiej Rzeczypospolitej Ludowej w latach 1954–1972.
Gromady, z gromadzkimi radami narodowymi (GRN) jako organami władzy najniższego stopnia na wsi, funkcjonowały od reformy reorganizującej administrację wiejską przeprowadzonej jesienią 1954 do momentu ich zniesienia z dniem 1 stycznia 1973, tym samym wypierając organizację gminną w latach 1954–1972.
Gromadę Brudzeń Duży z siedzibą GRN w Brudzeniu Dużym utworzono – jako jedną z 8759 gromad na obszarze Polski – w powiecie płockim w woj. warszawskim, na mocy uchwały nr VI/10/13/54 WRN w Warszawie z dnia 5 października 1954. W skład jednostki weszły obszary dotychczasowych gromad Brudzeń Duży, Brudzeń Mały, Bądkowo Nowe, Bądkowo, Krzyżanowo i Winnica (z wyłączeniem miejscowości Winnica-Cegielnia), ponadto miejscowość Bądkowo-Rochny z dotychczasowej gromady Bądkowo-Rochny i wieś Janoszyce z dotychczasowej gromady Janoszyce ze zniesionej gminy Brudzeń, a także parcele Parzeń-Janówek, Parzeń-Wąż i Parzeń-Brudnice z dotychczasowej gromady Parzeń ze zniesionej gminy Biała – w tymże powiecie. Dla gromady ustalono 13 członków gromadzkiej rady narodowej.
1 stycznia 1959 do gromady Brudzeń Duży przyłączono obszar zniesionej gromady Turza Mała w tymże powiecie.
31 grudnia 1959 do gromady Brudzeń Duży przyłączono obszar zniesionej gromady Łukoszyn w tymże powiecie (bez wsi Karwosieki i Karwosieki Nowe).
31 grudnia 1961 z gromady Brudzeń Duży wyłączono wsie Grodnia i Łukoszyń Wielki, włączając je do gromady Bożewo w powiecie sierpeckim w tymże województwie; do gromady Brudzeń Duży włączono natomiast wsie Nowe Karwosieki, Parzeń, Sikórz i Suchodół ze zniesionej gromady Sikórz w tymże powiecie.
Gromada przetrwała do końca 1972 roku, czyli do kolejnej reformy gminnej. 1 stycznia 1973 w powiecie płockim reaktywowano gminę Brudzeń Duży (do 1954 pod nazwą gmina Brudzeń).